# Dorris (Californie)
Pour les articles homonymes, voir Dorris.
Dorris est une municipalité du Comté de Siskiyou en Californie. Au recensement de 2000, elle comptait 886 habitants.

## Géographie
Dorris est située dans le nord de la Californie entre le mont Shasta et la frontière de l'Oregon. Sa superficie totale est de 1,9 km2.

## Démographie
Au recensement de 2000, la ville comptait 886 habitants, 342 ménages et 240 familles pour une densité d’environ 475 hab/km2. Le revenu médian par ménage était de 21 801 $ et 19,1 % de la population vivait sous le seuil de pauvreté.
| 1910 | 1920 | 1930 | 1940 | 1950 | 1960 |
| ---- | ---- | ---- | ---- | ---- | ---- |
| 214  | 424  | 762  | 863  | 892  | 973  |

| 1970 | 1980 | 1990 | 2000 | 2010 | - |
| ---- | ---- | ---- | ---- | ---- | - |
| 840  | 836  | 892  | 886  | 939  | - |